# リュグダミス朝

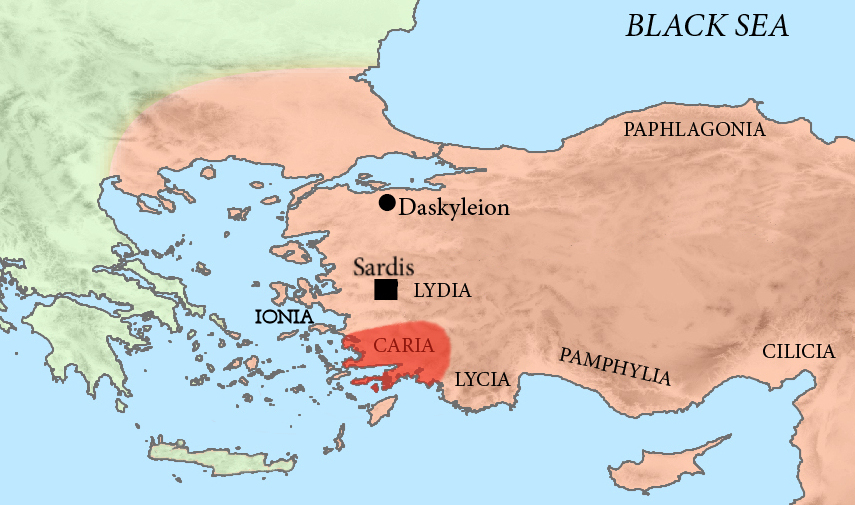
ハカーマニシュ朝の領域（薄赤）とカリア（赤）

リュグダミス朝 (リュグダミスちょう、英語: Lygdamid dynasty)は、古代アナトリア南西部のカリアを支配した家系。カリアがハカーマニシュ朝のキュロス2世が差し向けた将軍ハルパゴスに征服された後、ハカーマニシュ朝の従属勢力として勃興した。王朝の祖リュグダミス（1世）は、カリア人とギリシア人の血を引いていた。
リュグダミス朝は代々僭主として都市国家ハリカルナッソスなどを支配していた。しかし紀元前454年にリュグダミス2世が没すると、ハリカルナッソスはアテナイ主導のデロス同盟へ参加する道を選んだ。実際にこれ以降、ハリカルナッソスの名はアテナイに貢ずる拠出金目録に記載されるようになっている。
紀元前395年にハカーマニシュ朝がカリアを再征服し、以降はヘカトムノス朝がこの地を支配するようになった。
なお、リュグダミスという人名は、もともとは紀元前644年頃にリュディアを攻撃したキンメリア人の王の名「ドゥグダッメ」として現れる。この名を持った人物はハリカルナッソスのリュグダミス1世、2世らのほかにナクソス島の僭主リュグダミスなどがいるものの、カリア語の固有名詞としては説明できないから、キンメリア起源の名と見られる。カリア人がキンメリア起源の名を用いた理由ははっきりとはわからないが、アナトリア半島に侵入したキンメリア人とカリア人とが通婚した結果とは考え得る。

## 統治者
- リュグダミス1世（英語版）
- アルテミシア（英語版）
- ピシンデリス（英語版）
- リュグダミス2世（英語版）